# Суданська сільська рада
Суда́нська сільська́ ра́да — адміністративно-територіальна одиниця та орган місцевого самоврядування в Первомайському районі Харківської області. Адміністративний центр — село Суданка.

## Загальні відомості
Суданська сільська рада утворена в 1928 році.
- Територія ради: 70,3 км²
- Населення ради: 1 722 особи (станом на 2001 рік)

## Населені пункти
Сільській раді підпорядковані населені пункти:
- с. Суданка
- с-ще Біляївка
- с. Булацелівка
- с. Зеленівка
- с. Паризьке
- с. Петрівка
- с. Побєда

## Склад ради
Рада складається з 16 депутатів та голови.
- Голова ради: Череватенко Олександра Павлівна
- Секретар ради: Водяницька Тетяна Борисівна

### Керівний склад попередніх скликань
| Прізвище, ім'я, по батькові     | Основні відомості                                                         | Дата обрання | Дата звільнення |
| ------------------------------- | ------------------------------------------------------------------------- | ------------ | --------------- |
| Череватенко Олександра Павлівна | Сільський голова, 1960 року народження, освіта вища, член Партії регіонів | 26.03.2006   | 31.10.2010      |
| Череватенко Олександра Павлівна | Сільський голова, 1960 року народження, освіта вища, член Партії регіонів | 31.10.2010   |                 |

Примітка: таблиця складена за даними сайту Верховної Ради України

### Депутати
За результатами місцевих виборів 2010 року депутатами ради стали:

#### За суб'єктами висування
| Суб'єкт висування           | Кількість обраних депутатів | %    |
| --------------------------- | --------------------------- | ---- |
| Партія регіонів             | 14                          | 87,5 |
| Комуністична партія України | 1                           | 6,3  |
| Партія «Відродження»        | 1                           | 6,3  |

#### За округами
| № округу                    | Прізвище, ім'я, по батькові     | Дата визнання обраним | Освіта             | Партійна приналежність            | Відомості про обраного депутата                               |
| --------------------------- | ------------------------------- | --------------------- | ------------------ | --------------------------------- | ------------------------------------------------------------- |
| Комуністична партія України |                                 |                       |                    |                                   |                                                               |
| 12                          | Єременко Анатолій Олександрович | 01.11.2010            | середня спеціальна | член Комуністичної партії України | Вовчанське сортоопитне господарство, черговий                 |
| Партія «ВІДРОДЖЕННЯ»        |                                 |                       |                    |                                   |                                                               |
| 16                          | Гашутін Євгеній Михайлович      | 01.11.2010            | середня            | член Партії «ВІДРОДЖЕННЯ»         | тимчасово не працює                                           |
| Партія регіонів             |                                 |                       |                    |                                   |                                                               |
| 1                           | Огурцова Світлана Борисівна     | 01.11.2010            | середня            | член Партії регіонів              | Суданська сільська рада, художній керівник Суданського СБК    |
| 2                           | Гнітецька Людмила Григорівна    | 01.11.2010            | середня спеціальна | член Партії регіонів              | Суданська сільська рада, директор Суданського СБК             |
| 3                           | Костенко Наталя Степанівна      | 01.11.2010            | середня спеціальна | член Партії регіонів              | Суданська сільська рада, спеціаліст                           |
| 4                           | Конончук Михайло Павлович       | 01.11.2010            | вища               | позапартійний                     | підприємець                                                   |
| 5                           | Водяницька Тетяна Борисівна     | 01.11.2010            | вища               | член Партії регіонів              | Суданська сільська рада, секретар                             |
| 6                           | Шмєльова Раїса Петрівна         | 01.11.2010            | середня спеціальна | позапартійна                      | Первомайський районний терцентр, соц.працівник                |
| 7                           | Копа Сергій Вікторович          | 01.11.2010            | вища               | позапартійний                     | Первомайський відділ освіти, водій                            |
| 8                           | Лісняк Зоя Віталіївна           | 01.11.2010            | середня спеціальна | член Партії регіонів              | тимчасово не працює                                           |
| 9                           | Артеменко Олександр Леонідович  | 01.11.2010            | середня спеціальна | член Партії регіонів              | Лозівська дистанція енергопостачання, черговий електромеханік |
| 10                          | Болобан Ігор Павлович           | 01.11.2010            | вища               | член Партії регіонів              | підприємець                                                   |
| 11                          | Аксеньонок Тетяна Володимирівна | 01.11.2010            | середня спеціальна | член Партії регіонів              | тимчасово не працює                                           |
| 13                          | Неплюєва Катерина Георгіївна    | 01.11.2010            | середня            | член Партії регіонів              | Укрпошта, листоноша                                           |
| 14                          | Ладигіна Наталя Іванівна        | 01.11.2010            | середня            | позапартійна                      | тимчасово не працює                                           |
| 15                          | Доценко Олексій Вікторович      | 01.11.2010            | вища               | позапартійний                     | БМУВГ, черговий                                               |